# Karl von Rokitansky
Karl von Rokitansky (ur. 19 lutego 1804 w Königgrätz, zm. 23 sierpnia 1878 w Wiedniu) – austriacki lekarz pochodzenia czeskiego, anatomopatolog. 
Studiował medycynę w Pradze i Wiedniu, gdzie w 1827 roku został asystentem w katedrze anatomii patologicznej. W 1828 uzyskał doktorat. W latach 1834–1875 był profesorem na uniwersytecie w Wiedniu. W latach 1852-1853 pełnił funkcje rektora uczelni. Od 1848 był także członkiem Wiedeńskiej Akademii Nauk. W trakcie swojej kariery dokonał około 30 tysięcy sekcji zwłok. Uważał, że choroby powodują zmiany we krwi, a podtrzymywanie sił chorego pomaga w ich zwalczeniu. W 1856 opisał miażdżycę naczyń tętniczych jako proces prowadzący do zakrzepicy i zwężenia tętnic. Opisał zespół wad wrodzonych u kobiet. 